# Dactylopterus
Dactylopterus – rodzaj morskich ryb skorpenokształtnych z rodziny strwolotkowatych (Dactylopteridae).

## Zasięg występowania
Wschodni Atlantyk, Morze Śródziemne i Morze Czarne.

## Klasyfikacja
Gatunki zaliczane do tego rodzaju:
- Dactylopterus volitans – strwolotka[3]